# Martina Koch
Martina Koch, född den 20 maj 1959 i Frankfurt am Main, Tyskland, är en västtysk landhockeyspelare.
Hon tog OS-silver i damernas landhockeyturnering i samband med de olympiska landhockeytävlingarna 1984 i Los Angeles.